# Indian Bay Brook
Der Indian Bay Brook ist ein Fluss im Nordosten der zur kanadischen Provinz Neufundland und Labrador gehörenden Insel Neufundland.

## Flusslauf
Der Indian Bay Brook fließt vom östlichen Ende des Number One Pond über eine Strecke von 7,5 km in östlicher Richtung zum Northwest Arm der Indian Bay. An der Mündung liegt die Gemeinde Indian Bay. Dort überquert auch die Route 320 den Fluss. Der Indian Bay Brook entwässert ein seenreiches Gebiet im Nordosten von Neufundland. Die Flusslänge einschließlich Quellflüssen (vom 90 m hoch gelegenen Nine Mile Pond bis zur Mündung) beträgt etwa 47 km.

## Hydrologie
Das Einzugsgebiet des Indian Bay Brook umfasst eine Fläche von 554 km². Der mittlere Abfluss beträgt 13,9 m³/s. In den Monaten April und Mai führt der Fluss die größte Wassermenge mit im Mittel 31,0 bzw. 25,7 m³/s.

## Flussfauna
Im Indian Bay Brook kommt der Atlantische Lachs vor. Dessen Bestand im Flusssystem gilt als „nicht gefährdet“.